# إيزابيلا ميكو
إيزابيلا آنا ميكوايتزاك (ولدت في 21 يناير 1981)، والمعروفة باسم إيزابيلا ميكو، ممثلة بولندية، راقصة، منتج، وناشطة بيئية. بينما كانت طالبة رقص في بولندا، تم قبول ميكو للدراسة في باليه مدينة نيويورك في سن الخامسة عشر ودرست لاحقا التمثيل في معهد لي ستراسبرغ. قدمت أول ظهور لها في الولايات المتحدة في كويوت أوجلي (2000)، تلتها بطولة في فيلم مصاصي الدماء ذي فورساكين (2001).

## روابط خارجية
- الموقع الرسمي
- إيزابيلا ميكو على موقع IMDb (الإنجليزية)
- إيزابيلا ميكو على موقع ألو سيني (الفرنسية)
- إيزابيلا ميكو على موقع ميوزك برينز (الإنجليزية)
- إيزابيلا ميكو على موقع أول موفي (الإنجليزية)
- إيزابيلا ميكو على موقع قاعدة بيانات الأفلام السويدية (السويدية)
- إيزابيلا ميكو على موقع إن إن دي بي (الإنجليزية)
- إيزابيلا ميكو على موقع قاعدة بيانات الفيلم (الإنجليزية)
- إيزابيلا ميكو على موقع كينوبويسك (الروسية)